# Rudolf Escher
Rudolf George Escher (ur. 8 stycznia 1912 w Amsterdamie, zm. 17 marca 1980 w De Koog) – holenderski kompozytor.

## Życiorys
W latach 1931–1937 studiował harmonię oraz grę na skrzypcach i fortepianie w konserwatorium w Rotterdamie. Od 1934 roku uczył się także kompozycji u Willema Pijpera. Był pracownikiem studia muzyki elektronicznej w Delfcie (1959–1960) i Utrechcie (1961). Wykładał w konserwatorium w Amsterdamie (1960–1961) oraz w Instytucie Muzykologii Uniwersytetu w Utrechcie (1964–1975). W 1977 roku otrzymał nagrodę im. Johana Wagenaara w dziedzinie kompozycji.
W swojej twórczości nawiązywał do tradycji francuskiego impresjonizmu. Był autorem licznych artykułów i esejów naukowych oraz prac poświęconych Ravelowi, Debussy’emu i Toscaniniemu.

## Wybrane kompozycje
(na podstawie materiałów źródłowych)

### Utwory orkiestrowe
- Sinfonia in memoriam Maurice Ravel (1940)
- Musique pour l’esprit en deuil (1941–1943)
- Passacaglia (1945, odrzucona)
- Koncert na smyczki (1947–1948, odrzucony)
- Hymne de Grand Meaulnes (1950–1951)
- 2 symfonie (I 1954, II 1958 zrewid. 1964 i 1971)
- Summer Rites at Noon na 2 przeciwstawne orkiestry (1962–1968)
- orkiestracja 6 épigraphes antiques Claude’a Debussy’ego (1976–1977)

### Utwory kameralne
- Sonata concertante na wiolonczelę i fortepian (1943)
- Sonata na 2 flety (1944)
- Sonata na wiolonczelę solo (1945)
- Trio na obój, klarnet i fagot (1946)
- Sonata na flet solo (1949)
- Sonata skrzypcowa (1950)
- Le Tombeau de Ravel na flet, obój, skrzypce, altówkę, wiolonczelę i klawesyn (1952)
- Air pour charmer un lezard na flet (1953)
- Trio na skrzypce, altówkę i wiolonczelę (1959)
- Kwintet dęty (1966–1967)
- Monologue na flet (1969)
- Sonata na klarnet solo (1973)
- Sinfonia na 10 instrumentów (1976)
- Sonata na flet (1975–1977)
- Trio na klarnet, altówkę i fortepian (1978)

### Utwory fortepianowe
- Sonata (1935)
- Arcana musae dona (1944)
- Habanera (1945)
- Due voci (1949)
- Non troppo (1949)
- Sonatina (1951)

### Utwory wokalne i wokalno-instrumentalne
- Nostalgies na tenora i orkiestrę (1951, zrewid. 1961)
- Strange Meeting na baryton i fortepian (1952)
- Le vrai visage de la paix na chór (1953, zrewid. 1957)
- Song of Love and Eternity na chór (1955)
- Ciel, air et vents na chór (1957)
- The Persians na recytatora, głosy męskie i orkiestrę (1963)
- Univers de Rimbaud na tenora i orkiestrę (1970)
- Three Poems of W.H. Auden na chór (1975)

### Opera
- Protesilaos en Laodamia (1946)